# Paraski

Herb Paraski I

Herb Paraski I a

Herb Paraski I b

Paraski (Paraschinski, Parasinski, Paraszyński, Parazinski, Parażyński, Sdun-Paraski, Sdunen-Paraski, Sdunen, Zdun, Zduna alias Bartke, Zdun-Paraski, Zdun-Parazinski, być może Bach-Paraski) – kaszubski herb szlachecki.

## Opis herbu
Herb znany w przynajmniej trzech wariantach. Opisy z wykorzystaniem zasad blazonowania, zaproponowanych przez Alfreda Znamierowskiego:
Paraski (Paraschinski, Parasinski, Paraszyński, Parazinski, Parażyński, Sdun-Paraski, Sdunen-Paraski, Sdunen, Zdun, Zduna alias Bartke, Zdun-Paraski, Zdun-Parazinski, być może Bach-Paraski): W polu dwudzielnym w pas od góry czerwonym, od dołu błękitnym, trupia głowa srebrna (bez żuchwy), nad nią od czoła dwie gwiazdy złote w pas, pod nią półksiężyc srebrny z twarzą (okiem w lewo). Klejnot: nad hełmem bez korony trzy gwiazdy złote (1 i 2). Labry z prawej czerwone, podbite złotem, z lewej błękitne, podbite srebrem.
Paraski I a (Paraschinski, Sdunen): Pole jednolicie błękitne, trupia głowa z żuchwą, półksiężyc bez twarzy, z długimi ramionami. Labry błękitne, podbite srebrem.
Paraski I b (Paraschinski, Sdunen, Sdunen-Paraski, Zdun-Paraski): Na tarczy dwudzielnej w pas, w polu górnym, czerwonym, półksiężyc z twarzą srebrny, w polu dolnym, błękitnym, trupia głowa bez żuchwy w lewo. W klejnocie nad hełmem w koronie dwie gwiazdy w pas. Labry z prawej czerwone, podbite złotem, z lewej błękitne, podbite srebrem.

## Najwcześniejsze wzmianki
Wariant podstawowy znany z szeregu herbarzy polskich i niemieckich. Najwcześniej pojawił się na mapie Pomorza Lubinusa z 1618 (pod nazwą Sdunen), następnie w Nowym Siebmacherze, u Żernickiego (Der ponische Adel, Die polnischen Stamwappen) oraz Ostrowskiego (Księga herbowa rodów polskich). Wariant I a przytoczył Bagmihl (Pommersches Wappenbuch), natomiast wariant I b pochodzi z pieczęci Johanna von Janowski z 1778 (prawdopodobnie należała do Franciszka Ludwiga Paraskiego, użyta przez Janowskiego jako tzw. "pieczęć przyjacielska").

## Rodzina Paraskich
Drobna szlachta biorąca nazwisko od wsi Paraszyno. Pierwszym jej znanym członkiem jest być może Piotr z Paraszyna, wymieniony w 1416. We wsi osiadło kilka rodów, które następnie przyjmowały nazwiska odmiejscowe. Byli to Borscy, Zdunowie, zwani też Bartkami, Bachowie, Bochenowie-Paraszyńscy, oraz Jekelowie. Paraszyńscy używali herbu Bochen, Bachowie, herbu Paraski II, herb Jekelów i Borskich jest nieznany. Herbu z czaszką używali Zdunowie, ale ponieważ nazwisko Paraski występowało również samodzielnie, niemożliwe jest zakwalifikowanie niektórych Paraskich do konkretnego rodu. Zdunowie wymieniani są po raz pierwszy w 1575 (Peter, Hans, Friedrich, Andreas, Joachim i Banedictus, Jacob, Friedrich). Zdunowie zwani byli także Bartkami, o czym świadczy zapiska z 1605 (Bartken oder Sdunen), 1608, 1618, 1621 (Sdune (Bartcken)), 1658 (Andress i Jan Die Asdunen alias Bartke z Paraszyna). Rodzina przyjęła nazwisko odmiejscowe, używając pierwotnego niekiedy w charakterze przydomka (jak w zapisce z 1613, Jakób Zdun Paraski). Na pewno herbu z czaszką używał także Franciszek Ludwik Paraski (zm. po 1784), regent i pisarz sądu grodzkiego i ziemskiego w Lęborku (1751-72), burmistrz Pucka (od 1784, albo 1777) oraz Karl Paraski, dziedzic części w Opalinie, składający hołd królowi pruskiemu w 1772. Jego brat, Paul von Paraski był dzierżawcą w Warszkowie, zaś ich ojciec, również Paul, był właścicielem w Czymanowie, Kolkowie i Opalinie. Generalnie wszystkich Paraskich z ziemi puckiej uznawano za Zdunów alias Bartków Paraskich.

## Herbowni
Paraski (Paraschin, Paraschinski, Parasinski, Parasiński, Parasky, Paraszynski, Paraszyński, Parazinski, Paraziński, Parażyński, błędnie Pareiski) z przydomkiem Zdun (Asdunen, Sdun, Sdunen, Zdask) albo Bartek (Bartcken, Bartke).